# Euskal Bizikleta
Euskal Bizikleta (pol. Baskijski rower) – wieloetapowy wyścig kolarski rozgrywany w Hiszpanii na terenie Kraju Basków. Od 2005 roku należał do UCI Europe Tour i był zaliczany do kategorii 2.HC.
Wyścig rozgrywany był od 1952, ale pod nazwą Euskal Bizikleta od 1991. Pierwszym zwycięzcą wyścigu był Francuz Louis Caput. Ostatnia edycja imprezy odbyła się w 2008.

## Lista zwycięzców
| Rok                      | Pierwsze                 | Drugie                    | Trzecie                      |
| ------------------------ | ------------------------ | ------------------------- | ---------------------------- |
| 1952                     | Louis Caput              | Willy Kemp                | Hortensio Vidaurreta         |
| 1953                     | Vicente Iturat           | Francesco Massip          | Lido Sartini                 |
| 1954                     | José Serra Gil           | Federico Bahamontes       | Hortensio Vidaurreta         |
| 1955                     | José Escolano Sánchez    | Vicente Iturat            | Bernardo Ruiz                |
| 1956                     | Jesús Loroño             | Jesús Galdeano            | Miguel Bover                 |
| 1957                     | Antón Barrutia           | Miguel Vidaurreta         | Carmelo Morales              |
| 1958                     | Jesús Loroño             | Antoni Karmany            | Antonio Suárez               |
| 1959                     | Antonio Bertrán Panadés  | Fernando Manzaneque       | Salvador Botella             |
| 1960                     | Benigno Azpuru           | Jean-Claude Annaert       | Carmelo Morales              |
| 1961                     | Antoni Karmany           | Jean-Claude Annaert       | Luís Otaño                   |
| 1962                     | Rolf Wolfshohl           | Antoni Karmany            | Francisco Gabica             |
| 1963                     | Juan José Sagarduy       | Antoni Karmany            | Fernando Manzaneque          |
| 1964                     | Carlos Echeverría        | Julio Jiménez             | Joaquim Galera               |
| 1965                     | Sebastián Elorza Uría    | Luís Otaño                | José Luis Talamillo Huidobro |
| 1966                     | Eusebio Vélez            | Lucien Aimar              | José María Errandonea        |
| 1967                     | Carlos Echeverría        | José María Errandonea     | José Luis Uribezubia Velar   |
| 1968                     | José María Errandonea    | Aurelio González Puente   | Francisco Gabica             |
| 1969-1986 nie rozgrywano |                          |                           |                              |
| 1987                     | Marino Lejarreta         | Pedro Muñoz               | Iñaki Gastón                 |
| 1988                     | Jokin Mújika             | Robert Millar             | Charly Mottet                |
| 1989                     | Federico Echave          | Thierry Claveyrolat       | Pedro Muñoz                  |
| 1990                     | Thierry Claveyrolat      | Federico Echave           | Francisco Javier Mauleón     |
| 1991                     | Gianni Bugno             | Pēteris Ugrjumovs         | Miguel Indurain              |
| 1992                     | Franco Chioccioli        | Pēteris Ugrjumovs         | Danny Nelissen               |
| 1993                     | Pēteris Ugrjumovs        | Franco Chioccioli         | Stefano Della Santa          |
| 1994                     | Stefano Della Santa      | Jewgienij Bierzin         | Davide Rebellin              |
| 1995                     | Jewgienij Bierzin        | Alex Zülle                | Francesco Frattini           |
| 1996                     | Miguel Indurain          | Alex Zülle                | Marcelino García             |
| 1997                     | Abraham Olano            | Fernando Escartín         | Daniel Clavero               |
| 1998                     | Abraham Olano            | Aitor Garmendia           | Laurent Jalabert             |
| 1999                     | David Etxebarria         | José Alberto Martínez     | Unai Osa                     |
| 2000                     | Haimar Zubeldia          | Igor González de Galdeano | David Etxebarria             |
| 2001                     | Juan Carlos Domínguez    | Joseba Beloki             | Igor González de Galdeano    |
| 2002                     | Mikel Zarrabeitia        | Raimondas Rumšas          | José Azevedo                 |
| 2003                     | José Antonio Pecharromán | Joseba Beloki             | Francesco Casagrande         |
| 2004                     | Roberto Heras            | Roberto Laiseka           | Samuel Sánchez               |
| 2005                     | Eladio Jiménez           | Adrián Palomares          | Aketza Peña                  |
| 2006                     | Koldo Gil                | David Herrero             | Jesús Del Nero               |
| 2007                     | Constantino Zaballa      | Jörg Jaksche              | José Miguel Elías Galindo    |
| 2008                     | Eros Capecchi            | Igor Antón                | Adrián Palomares             |